# شرمين عبيد جنائي
شرمين عبيد جنائي هي صحفية ومخرجة ومنتجة أفلام باكستانية ولدت في يوم 12 نوفمبر 1978 في مدينة كراتشي في باكستان، أشتهرت بالأفلام الوثائقية التي أخرجتها عن حركة طالبان باكستان وفازت بواسطتها بجائزة أوسكار ومرتين بجائزة إيمي في فلميها جيل طالبان باكستان في 2010، وفلم إنقاذ وجه في 2012. وقد كان فلمها أفضل وجه الفائز بجائزة أوسكار جعلها أول شخص باكستاني يفوز بجائزة أوسكار. كما أنها تعتبر أول شخص غير أمريكي تفوز بجائزة ليفنغستون الخاصة بالصحفيين الشبان. كما نالت في سنة 2012 نوط بلال إمتياز ثاني أعلى نوط في باكستان وكانت ضمن أكثر 100 شخصية مؤثرة في سنة 2012 حسب مجلة مجلة التايم.
أخرجت شرمين أيضاً عدة أفلام سينمائية منها فيلم الرسوم المتحركة 3 بهادور في سنة 2015 والناطق باللغة الأردية بالإضافة لفلم Journey of a Thousand Miles: Peacekeepers في سنة 2015.

## روابط خارجية
- شرمين عبيد جنائي على موقع IMDb (الإنجليزية)
- شرمين عبيد جنائي على موقع ألو سيني (الفرنسية)
- شرمين عبيد جنائي على موقع أول موفي (الإنجليزية)
- شرمين عبيد جنائي على موقع قاعدة بيانات الفيلم (الإنجليزية)
- شرمين عبيد جنائي على موقع كينوبويسك (الروسية)